# Łotwa na Zimowych Igrzyskach Olimpijskich 1992
Łotwę na Zimowych Igrzyskach Olimpijskich 1992 reprezentowało 23 zawodników: dziewiętnastu mężczyzn i cztery kobiety. Był to czwarty start reprezentacji Łotwy na zimowych igrzyskach olimpijskich.

## Skład reprezentacji

### Biathlon
Mężczyźni
| Konkurencja  | Zawodnik         | Pudła | Czas    | Miejsce |
| ------------ | ---------------- | ----- | ------- | ------- |
| 10 km Sprint | Gundars Upenieks | 1     | 28:32.7 | 44      |
| 10 km Sprint | Aivars Bogdanovs | 1     | 28:24.2 | 40      |
| 10 km Sprint | Ilmārs Bricis    | 1     | 28:23.3 | 39      |
| 10 km Sprint | Oļegs Maļuhins   | 0     | 27:17.7 | 13      |

| Konkurencja   | Zawodnik         | Czas      | Pudła | Skorygowany czas | Miejsce |
| ------------- | ---------------- | --------- | ----- | ---------------- | ------- |
| Bieg na 20 km | Oļegs Maļuhins   | 1'00:10.1 | 6     | 1'06:10.1        | 69      |
| Bieg na 20 km | Aivars Bogdanovs | 1'00:28.5 | 4     | 1'04:28.5        | 62      |
| Bieg na 20 km | Ilmārs Bricis    | 59:27.3   | 5     | 1'04:27.3        | 61      |
| Bieg na 20 km | Gundars Upenieks | 1'01:01.6 | 1     | 1'02:01.6        | 35      |

Sztafeta mężczyzn 4 x 7,5 km
| Zawodnicy                                                      | Wyścig | Wyścig    | Wyścig  |
| Zawodnicy                                                      | Pudła  | Czas      | Miejsce |
| -------------------------------------------------------------- | ------ | --------- | ------- |
| Oļegs Maļuhins Aivars Bogdanovs Ilmārs Bricis Gundars Upenieks | 3      | 1'33:31.1 | 16      |

### Bobsleje
| Osada | Zawodnicy                    | Konkurencja | Ślizg 1 | Ślizg 1 | Ślizg 2 | Ślizg 2 | Ślizg 3 | Ślizg 3 | Ślizg 4 | Ślizg 4 | Łącznie | Łącznie |
| Osada | Zawodnicy                    | Konkurencja | Czas    | Miejsce | Czas    | Miejsce | Czas    | Miejsce | Czas    | Miejsce | Czas    | Miejsce |
| ----- | ---------------------------- | ----------- | ------- | ------- | ------- | ------- | ------- | ------- | ------- | ------- | ------- | ------- |
| LAT-1 | Zintis Ekmanis Aldis Intlers | Dwójki      | 1:00.94 | 14      | 1:01.57 | 16      | 1:01.88 | 18      | 1:01.94 | 18      | 4:06.33 | 16      |
| LAT-2 | Sandis Prūsis Adris Plūksna  | Dwójki      | 1:00.92 | 13      | 1:01.40 | 13      | 1:01.56 | 13      | 1:01.74 | 16      | 4:05.62 | 15      |

| Osada | Zawodnicu                                                     | Konkurencja | Ślizg 1 | Ślizg 1 | Ślizg 2 | Ślizg 2 | Ślizg 3 | Ślizg 3 | Ślizg 4 | Ślizg 4 | Łącznie | Łącznie |
| Osada | Zawodnicu                                                     | Konkurencja | Czas    | Miejsce | Czas    | Miejsce | Czas    | Miejsce | Czas    | Miejsce | Czas    | Miejsce |
| ----- | ------------------------------------------------------------- | ----------- | ------- | ------- | ------- | ------- | ------- | ------- | ------- | ------- | ------- | ------- |
| LAT-1 | Sandis Prūsis Juris Tone Ivars Bērzups Adris Plūksna          | Czwórki     | 59.05   | 19      | 59.07   | 16      | 58.72   | 8       | 59.08   | 13      | 3:55.92 | 14      |
| LAT-2 | Zintis Ekmanis Aldis Intlers Boriss Artemjevs Otomārs Rihters | Czwórki     | 59.02   | 16      | 58.99   | 13      | 59.35   | 18      | 59.36   | 16      | 3:56.72 | 16      |

### Biegi narciarskie
Mężczyźni
| Konkurencja                           | Zawodnik       | Wyścig    | Wyścig  |
| Konkurencja                           | Zawodnik       | Czas      | Miejsce |
| ------------------------------------- | -------------- | --------- | ------- |
| Bieg na 10 km stylem klasycznym       | Jānis Hermanis | 35:49.8   | 88      |
| Bieg łączony na 15 km stylem dowolnym | Jānis Hermanis | 53:12.9   | 78      |
| Bieg na 30 km stylem klasycznym       | Jānis Hermanis | 1'44:43.2 | 77      |
| Bieg na 50 km stylem dowolnym         | Jānis Hermanis | 2'37:24.3 | 66      |

### Łyżwiarstwo figurowe
Mężczyźni
| Athlete           | Konkurencja | SP | FS | TFP  | Miejsce |
| ----------------- | ----------- | -- | -- | ---- | ------- |
| Konstantin Kostin | Soliści     | 18 | 22 | 31.0 | 20      |

Kobiety
| Zawodniczka | Konkurencja | SP | FS | TFP  | Miejsce |
| ----------- | ----------- | -- | -- | ---- | ------- |
| Alma Lepina | Solistki    | 22 | 20 | 31.5 | 20      |

### Narciarstwo dowolne
Mężczyźni
| Zawodnik          | Konkurencja | Kwalifikacje | Kwalifikacje | Kwalifikacje | Finał                  | Finał                  | Finał                  |
| Zawodnik          | Konkurencja | Czas         | Punkty       | Miejsce      | Czas                   | Punkty                 | Miejsce                |
| ----------------- | ----------- | ------------ | ------------ | ------------ | ---------------------- | ---------------------- | ---------------------- |
| Dans Jansons      | Muldy       | 34.98        | 12.93        | 42           | Nie zakwalifikował się | Nie zakwalifikował się | Nie zakwalifikował się |
| Normunds Aplociņš | Muldy       | 34.76        | 17.03        | 34           | Nie zakwalifikował się | Nie zakwalifikował się | Nie zakwalifikował się |

### Saneczkarstwo
Mężczyźni
| Zawodnik     | Ślizg 1 | Ślizg 1 | Ślizg 2 | Ślizg 2 | Ślizg 3 | Ślizg 3 | Ślizg 4 | Ślizg 4 | Łącznie  | Łącznie |
| Zawodnik     | Czas    | Miejsce | Czas    | Miejsce | Czas    | Miejsce | Czas    | Miejsce | Czas     | Miejsce |
| ------------ | ------- | ------- | ------- | ------- | ------- | ------- | ------- | ------- | -------- | ------- |
| Agris Elerts | 45.785  | 12      | 45.906  | 15      | 46.456  | 13      | 46.527  | 16      | 3:04.674 | 13      |

(Mężczyźni) Dwójki
| Zawodnicy                     | Ślizg 1 | Ślizg 1 | Ślizg 2 | Ślizg 2 | Łącznie  | Łącznie |
| Zawodnicy                     | Czas    | Miejsce | Czas    | Miejsce | Czas     | Miejsce |
| ----------------------------- | ------- | ------- | ------- | ------- | -------- | ------- |
| Aivars Polis Roberts Suharevs | 46.988  | 13      | 46.961  | 11      | 1:33.949 | 11      |

Kobiety
| Zawodniczka | Ślizg 1 | Ślizg 1 | Ślizg 2 | Ślizg 2 | Ślizg 3 | Ślizg 3 | Ślizg 4 | Ślizg 4 | Łącznie  | Łącznie |
| Zawodniczka | Czas    | Miejsce | Czas    | Miejsce | Czas    | Miejsce | Czas    | Miejsce | Czas     | Miejsce |
| ----------- | ------- | ------- | ------- | ------- | ------- | ------- | ------- | ------- | -------- | ------- |
| Iluta Gaile | 47.412  | 16      | 47.192  | 9       | 47.377  | 14      | 47.314  | 17      | 3:09.295 | 15      |
| Evija Šulce | 47.386  | 15      | 47.326  | 15      | 47.388  | 15      | 47.107  | 13      | 3:09.207 | 14      |
| Anna Orlova | 47.263  | 12      | 47.293  | 13      | 47.161  | 7       | 47.081  | 12      | 3:08.798 | 11      |